# Dalima truncataria
Dalima truncataria är en fjärilsart som beskrevs av Moore 1867. Dalima truncataria ingår i släktet Dalima och familjen mätare. Inga underarter finns listade i Catalogue of Life.